# Контард (неаполітанський дука)
Контард — неаполітанський дука (840), франк за походженням.
У 839 тодішній дука Андрій II, маючи страх перед лангобардами, звернувся за допомогою до короля Італії Лотаря I, який вислав до нього свого воєначальника Контарда. Андрій пообіцяв Контарду видати за нього заміж свою дочку Євпраксію, що була вдовою колишнього дуки Лева. У 840 Андрій не дотримався своєї обіцянки, за що був убитий Контардом. Проте, мешканці Неаполя збунтувались проти нового правителя та прогнали його з міста.